# Crassula susannae
Crassula susannae là một loài thực vật có hoa trong họ Crassulaceae. Loài này được Rauh & Friedrick miêu tả khoa học đầu tiên năm 1962.